# Oeschenbach
Oeschenbach ist eine politische Gemeinde im Verwaltungskreis Oberaargau des Kantons Bern in der Schweiz.
Eine für Berner Gemeinden typische Burgergemeinde gibt es nicht, lediglich die Einwohnergemeinde.
Oeschenbach als Ortschaft ist ein Weiler mit etwa acht Häusern, daneben gehören weitere, noch kleinere Weiler zur landwirtschaftlich geprägten Gemeinde.

## Geographie
Oeschenbach liegt im Oberaargau im Schweizer Mittelland. Die Nachbargemeinden sind Ursenbach, Walterswil, Wynigen und Ochlenberg, an der Wasserscheide zum Emmental.